# Garō-Wasserfall
Der Garō-Wasserfall (japanisch "飛竜" 賀老の滝 „Hiryū“ Garō-no-taki) ist ein Wasserfall im Süden Hokkaidōs auf dem Verwaltungsgebiet von Shimamaki. Er hat eine Fallhöhe von 70 m bei einer Breite von ca. 20 m und ist Teil der 1990 vom Umweltministerium aufgestellten Liste der Top-100-Wasserfälle Japans. Das Wasser läuft in den Chihase und von dort weiter nach Norden ins Japanische Meer.